# Ferdinand Laeisz
 Der er for få eller ingen kildehenvisninger i denne artikel, hvilket er et problem. Du kan hjælpe ved at angive troværdige kilder til de påstande, som fremføres i artiklen.

Ferdinand Laeisz (født 2. januar 1801, død 7. februar 1887) var en tysk handelsmand, skibsreder og forsikringsmand i Hamborg. 
Laeisz grundlagde sin handelsvirksomhed F Laeisz i 1824, og med købet af briggen Carl i 1839 påbegyndtes rederivirksomheden. Var medstifter af rederiet HAPAG i 1847.